# Observatorio del Teide

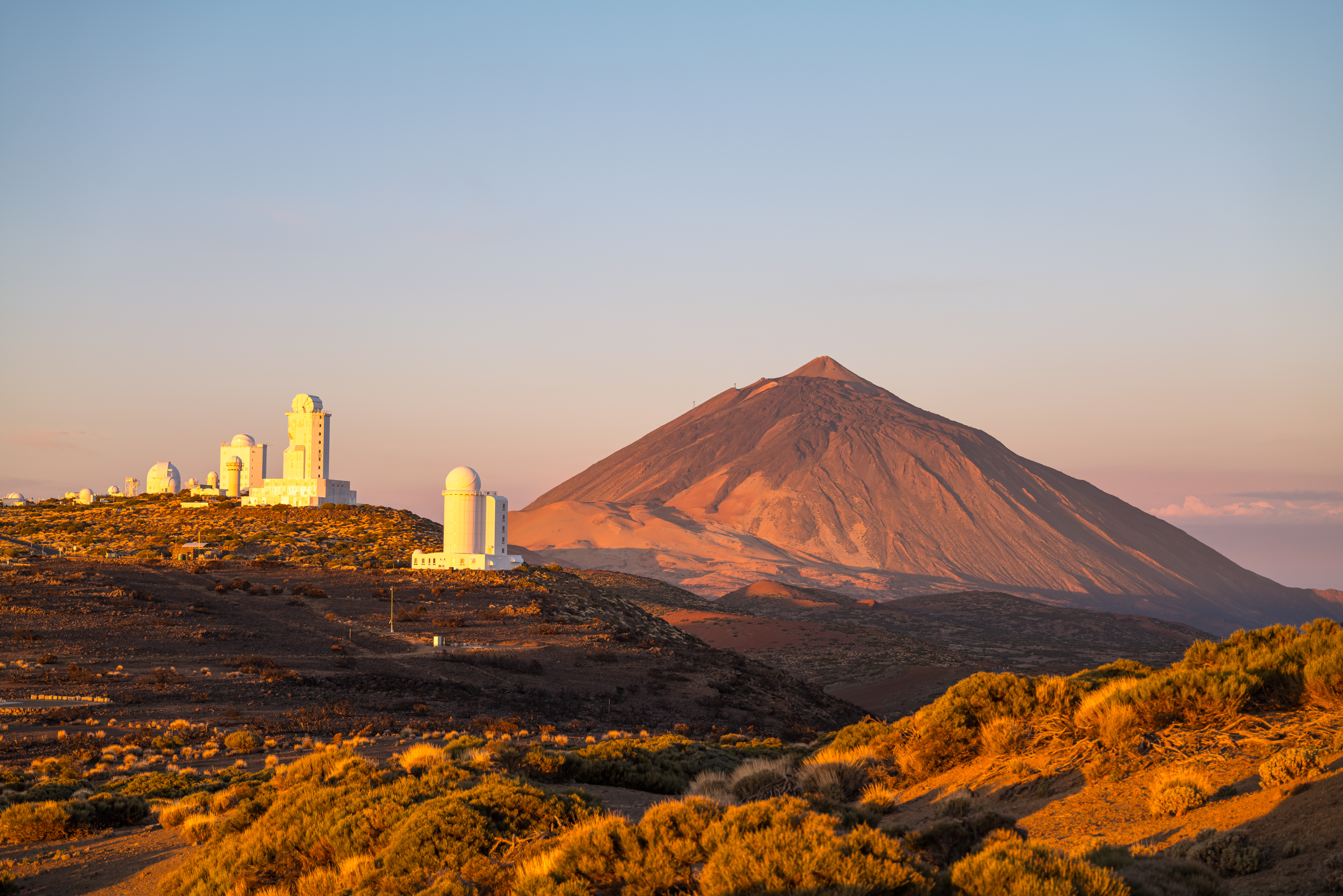
Ansicht des Observatoriums

Das Observatorio del Teide (Teide-Observatorium, internationaler Code 954) ist eine Sternwarte auf dem Berg Izaña, auf 2400 Meter Seehöhe, auf der Insel Teneriffa, nach dem es auch Observatorio de Izaña genannt wird. Es gehört zum Instituto de Astrofísica de Canarias (IAC) und bildet zusammen mit dem Roque-de-los-Muchachos-Observatorium auf La Palma das European Northern Observatory.

## Geschichte
Im Jahr 1964 wurde das Observatorium, auf Traditionen der Sternenforschung von Augustinermönchen um 1701 fußend, eröffnet. Das erste Teleskop war der Heliógrafo Razdow, der heute nicht mehr in Betrieb ist. Durch die fortschreitende Besiedlung Teneriffas litten im Laufe der Zeit die anfänglich hervorragenden Bedingungen für die nächtliche Himmelserforschung. Aus diesem Grund hat sich das Teide-Observatorium auf die Sonnenbeobachtung spezialisiert, die 24 Stunden täglich im kooperativen Verbund mit anderen Observatorien betrieben wird.

## Teleskope

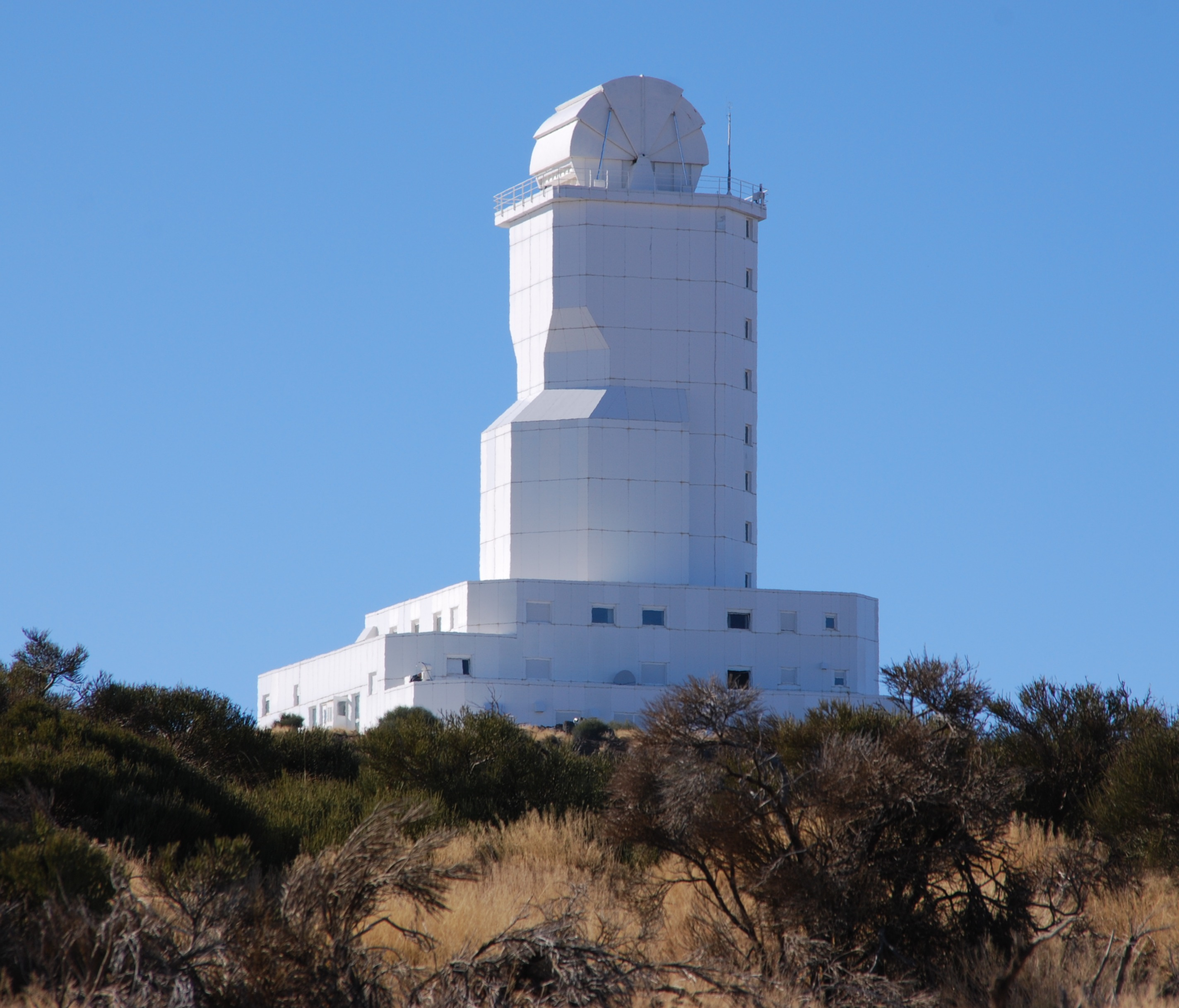
Vakuumturmteleskop zur Sonnenbeobachtung VTT

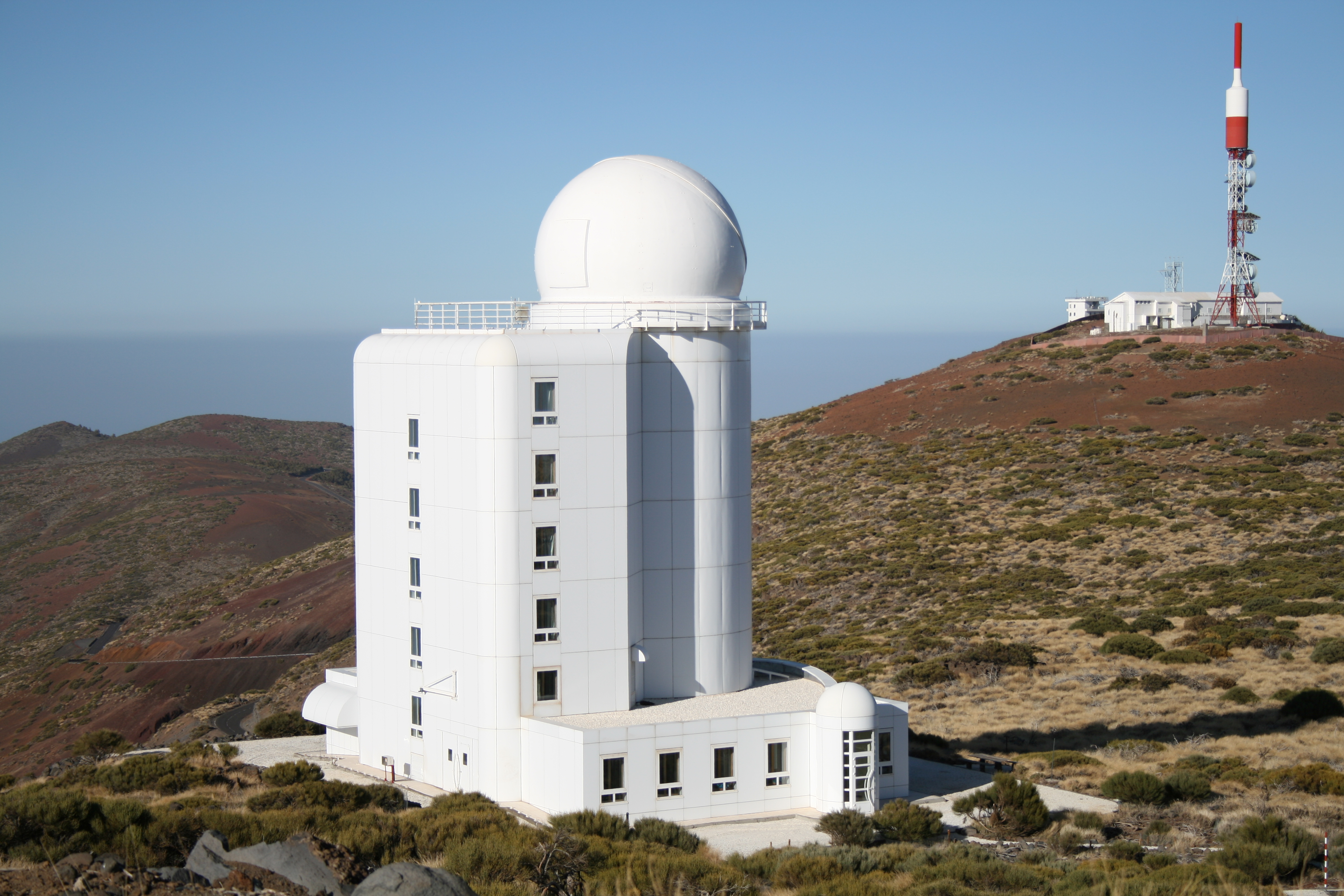
Das Teleskop THEMIS

### Sonnenteleskope und Sonnenlaboratorium
- Vakuumturmteleskop (VTT): Hauptsächlich zum Studium der Atmosphäre der Sonne eingesetzt. Der Durchmesser des Hauptspiegels beträgt 70 cm. Leibniz-Institut für Sonnenphysik, Freiburg (1989).
- THEMIS: Ein Sonnenteleskop, das hauptsächlich zum Studium der Magnetfelder der Sonne gebaut wurde. Das Projekt basiert auf einer Zusammenarbeit von Frankreich und Italien.
- GREGOR: ein neues Sonnenteleskop mit 1,5-Meter-Hauptspiegel, Kooperation von KIS, MPS und AIP (2012)
- ChroTel: robotisches Teleskop mit 10 cm Öffnung zur Beobachtung der ganzen Sonnenscheibe, installiert am VTT

### Nachtteleskope
- Carlos Sánchez (TCS): 1,55-Meter-Hauptspiegel, 1972 von Großbritannien aufgebaut, seit 1982 IAC, für Infrarotbeobachtungen optimiert.
- Mons: 50-Zentimeter-Hauptspiegel, Universität Mons, 1972.
- IAC-80: 80-Zentimeter-Hauptspiegel, IAC, 1991.
- OGS: Optical Ground Station, 1-m-Hauptspiegel, ESA, 1998, zur Satellitenkommunikation mit Laser, für optische Bahnbestimmung und Identifikation von Objekten und Weltraummüll in Erdumlaufbahnen und zur Bahnverfolgung von erdnahen Asteroiden.
- STARE: 10-Zentimeter-Hauptspiegel, High Altitude Observatory, 2001, Suche nach extrasolaren Planeten.
- Bradford Robotic Telescope.
- STELLA robotisches Doppelteleskop: zwei 1,2-Meter-Hauptspiegel, Astrophysikalisches Institut Potsdam, 2006.
- SLOOH: robotische Teleskope von Slooh USA, 2004.
- ATLAS-Teide (ATLAS-TDO, Obersvatoriumscode R17), 16 robotische Teleskope, 2025.[1][2]

### Anisotropie der kosmischen Hintergrundstrahlung
- VSA (Very Small Array), Radiointerferometer
- COSMOSOMAS, Studium kosmologischer Strukturen, 1998

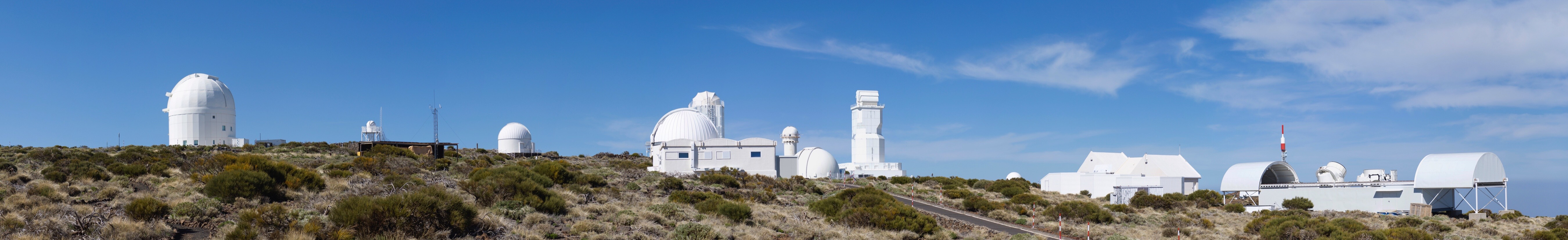

## Finanzierung
Die meisten der Teleskope werden durch nicht spanische Organisationen geplant und errichtet. Als Gegenleistung (Pachtzins) für die Baugenehmigung fordert das IAC bis zu 20 % der Beobachtungszeit des jeweiligen Teleskops. 

## Tag der offenen Tür
Jedes Jahr um die Sommersonnenwende findet ein „Tag der offenen Tür“ statt. An diesen zwei Tagen kann man das Observatorium besuchen und an Führungen teilnehmen. Diese werden in Spanisch, Englisch und Deutsch angeboten.

## Führungen
Neben den Tagen der offenen Tür werden fast täglich Führungen in Zusammenarbeit mit Teleférico del Teide durchgeführt.